# Villa obliqua
Villa obliqua är en tvåvingeart som först beskrevs av Macquart 1834.  Villa obliqua ingår i släktet Villa och familjen svävflugor. Inga underarter finns listade i Catalogue of Life.